# 蝙蝠蛾萨氏霉
蝙蝠蛾萨氏霉（学名：Samsoniella hepiali）是一种虫生真菌。它于1982年发现于一块原本被当作是冬虫夏草、由虫草钩蝠蛾形成的虫菌结合物上，1989年首次发表。它在化学成分和药理作用上与冬虫夏草相似，但在形态上有显著差异。后续研究也证实它在基因上与冬虫夏草不同。已知该菌能产生蟲草素。
由于其与真正的冬虫夏草在药理有诸多相似处，现在也将它作为一种药用（广义上的）虫草菌使用。2020年，王元兵等人提议将本品翻译为蝙蝠蛾虫草，但采用者很少。

## 分布范围
蝙蝠蛾萨氏霉最初是在中国青海省采集自蝙蝠蛾。与其诊断DNA序列匹配的分离株也见于：中国安徽省（感染叶蝉、蝉）、阿根廷布宜諾斯艾利斯（感染粉虱、存在于土壤中）、中国贵州省（感染蚂蚁）。

## 模式菌株
最初分离的菌株称为“82-2”，保存为乾培养物于中国中医科学院中药研究所（ICMM）的标本馆。然而，该标本馆的保密规定极其严格，即使是中国研究人员也无法申请使用。王文静等人在2015年发表于《分类群》（Taxon）期刊的文章认为，这使得该正模標本“在事实上丢失”，并提议将更易获取的菌株“Cs-4”作为新模式标本。“Cs-4”是从青海省另一次采集得来，发表“蝙蝠蛾拟青霉”物种的陈庆涛等人此前已确认其属于该物种。然而，在2018年，这一变更似乎被ICMM和其他研究机构的研究人员载于《分类群》的另一篇文章中推翻，文章反驳说“82-2”过度保密是子虚乌有的编造。
截至2025年4月，美国国家生物技术信息中心（NCBI）列出了一个当前的新模式标本——CGMCC 3.17103。真菌索引将CGMCC 3.17103与王等人2015年的提议相关联。这表明它是“Cs-4”的正式标识符，也暗示新模式并未被推翻。

## 分类学历史
陈庆涛等人最初将该物种归入拟青霉属。在1989年的定义中，蝙蝠蛾拟青霉P. hepiali与P. xylariformis在“分生孢子的形状和大小以及相关的宿主昆虫”方面有所区别，与P. farinosus在“瓶状体的形状和排列、分生孢子的形状、其宿主（蝠蛾属）以及海拔3000—4500米的栖息地”方面有所不同。1989年的定义没有指定活的正模標本，因此不属有效发表。这一问题在2008年通过使用ICMM的“82-2”标本重新发表得到纠正。
2020年的一项基因研究，使用CGMCC 3.17103（Cs-4）和另外七个样本，发现原本被称为P. hepiali的物种应该归入萨氏霉属。因此，目前正确的名称是蝙蝠蛾萨氏霉Samsoniella hepiali。同一篇文章还鉴定了许多新的冬虫夏草类真菌物种。

## 社会与文化

### 民族药理学
蝙蝠蛾萨氏霉Cs-4株经过发酵产生的菌丝粉用于一种叫做金水宝的中成药，是载于中华人民共和国药典的处方药。《药典》称，此物补益肺肾，秘精益气。蝙蝠蛾萨氏霉也用于中国的260多种保健品。在医疗保健方面的市场价值达100亿人民币。